# FAB-9000 M-54
FAB-9000 M-54 (ros. ФАБ-9000 М-54) – radziecka bomba burząca.